# Richard Hopkins (homme politique)
Richard Hopkins (1728? 1799) d'Oving, dans le Buckinghamshire, est un homme politique anglais. 

## Biographie
Il est le fils aîné d'Edward Hopkins de Coventry, auquel il succède en 1736. Il fait ses études à Lincoln's Inn (1739) et au Queens 'College de Cambridge (1746). 
Il est député de Dartmouth de 1766 à 1780 et de 1784 à 1790; de Thetford de 1780 à 1784; de Queenborough de 1790 à 1796; et d'Harwich de 1796 à sa mort, le 19 mars 1799 . 
Il est greffier du drap vert (1767-1777), Lord de l'amirauté (1782-1783 et 1784-1791) et Lord du trésor (1791-1797). 
Il est décédé célibataire en 1799. 